# サッカーシント・ユースタティウス島代表
サッカーシント・ユースタティウス島代表（サッカーシント・ユースタティウスとうだいひょう、）は、シント・ユースタティウス島サッカー協会により編成されるシント・ユースタティウス島のサッカーのナショナルチームである。シント・ユースタティウス島代表は、FIFA及び、CONCACAFに加盟していないため、ワールドカップ、CONCACAFゴールドカップに参加できず、他のチームとの対戦も、国際Aマッチとは認められない。また、オランダサッカー協会の援助も受けていない。
サバ島と2004年,2006年に試合を行い、2勝1分けと好成績を残している。

## 試合結果
| 日付             | ホーム                     | アウェー                   | スコア |
| ---------------- | -------------------------- | -------------------------- | ------ |
| 2004年(日付不明) | シント・ユースタティウス島 | サバ島                     | 3-1    |
| 2006年7月15日    | サバ島                     | シント・ユースタティウス島 | 3-5    |
| 2006年7月16日    | サバ島                     | シント・ユースタティウス島 | 5-5    |